# Höchst im Odenwald
Höchst im Odenwald (odenwälderisch Heigscht, amtlich Höchst i. Odw.) ist eine Gemeinde im südhessischen Odenwaldkreis.

## Geographie

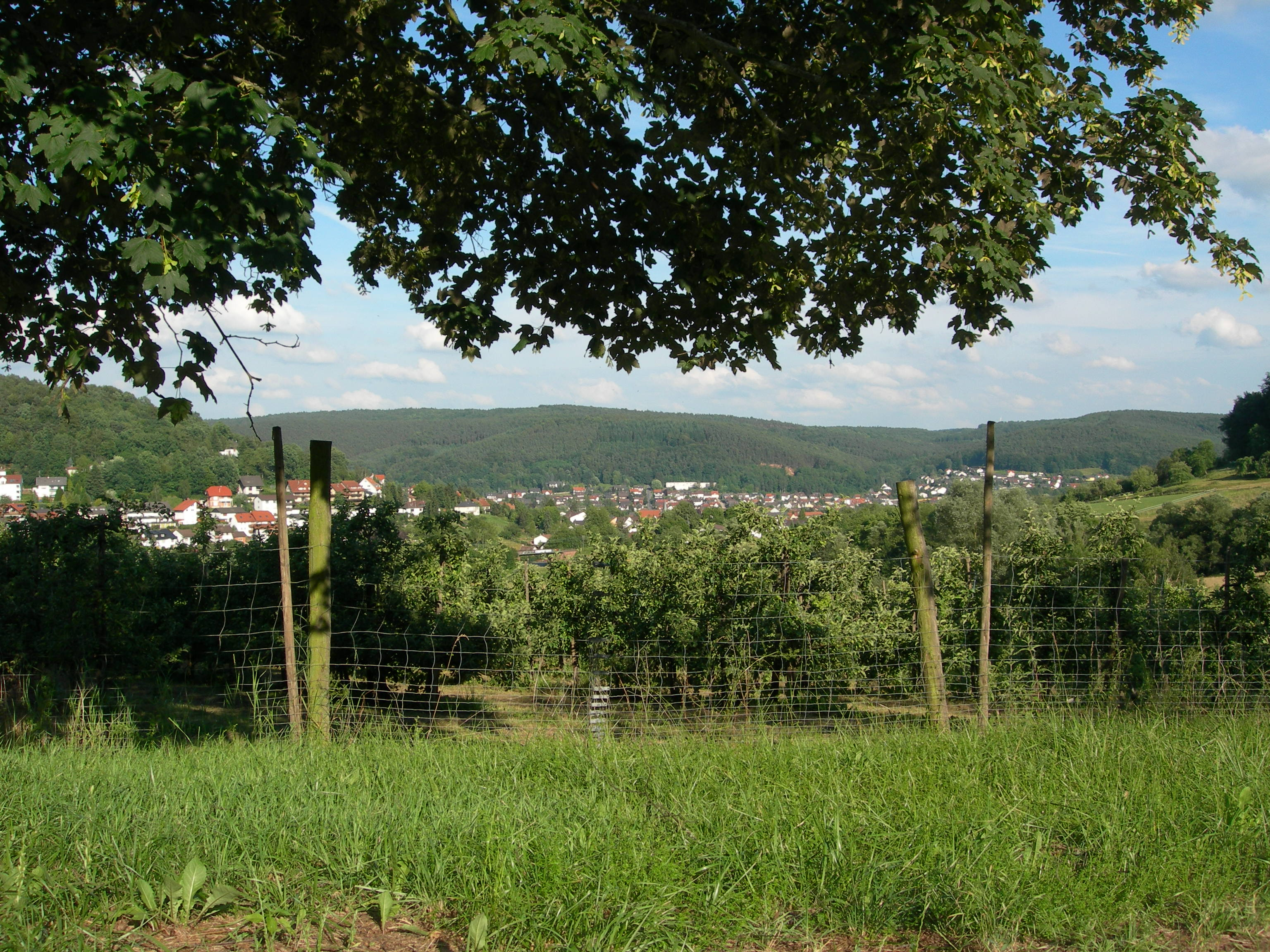
Blick von Nordwesten

Höchst liegt im nördlichen Odenwald im Mümlingtal in 175 bis 400 Metern Höhe. Die Kerngemeinde Höchst ist ein geschlossenes Dorf mit regelhaftem Grundriss im Buntsandsteingebiet des Odenwaldes bei doppelseitiger Tallage. Der Ortsteil Höchst besteht aus der 10,220 Hektar umfassenden Gemarkung Höchst-Odw. In dieser liegen die folgenden aktuellen bzw. historischen Siedlungsplätze:
- Wüstung Oberhöchst[4]
- Augustinerinnenkloster Höchst[5]
- Benediktinerinnenkloster, Höchst (Odenwald)[6]

Nachbargemeinden sind im Norden die Stadt Groß-Umstadt (Landkreis Darmstadt-Dieburg) und die Stadt Breuberg, im Osten die Gemeinde Lützelbach, im Süden die Stadt Bad König, im Südwesten die Gemeinde Brensbach und im Westen die Gemeinde Otzberg (Landkreis Darmstadt-Dieburg). Durch das Gemeindegebiet führen die Bundesstraßen 45 und 426.
Zur Gemeinde gehören neben der Kerngemeinde Höchst die Ortsteile Annelsbach, Dusenbach, Forstel, Hassenroth, Hetschbach, Hummetroth, Mümling-Grumbach und Pfirschbach.

## Geschichte

### Ortsgeschichte

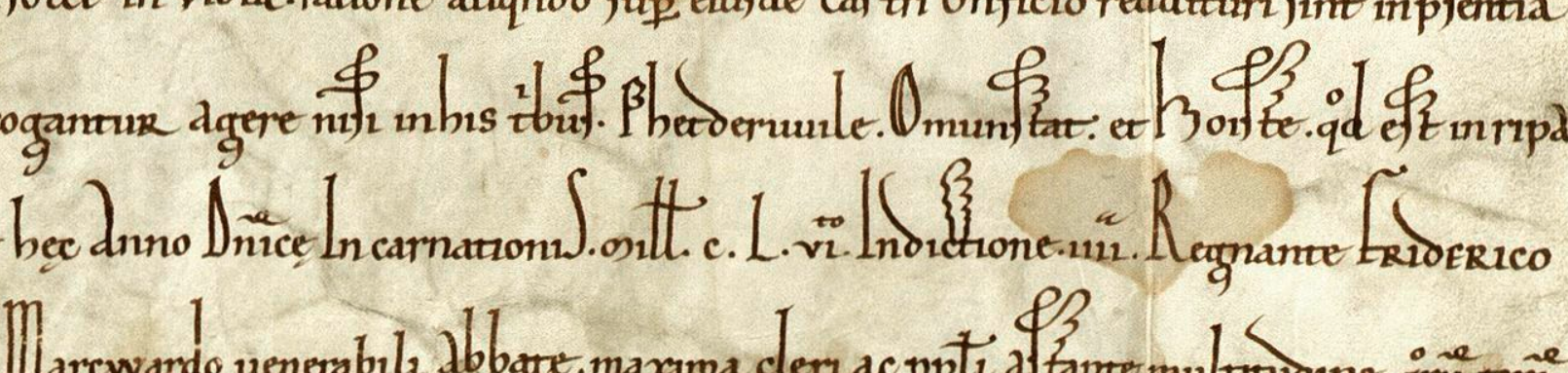
Ersterwähnung von Höchst im Odenwald, als Hoiste, MCLVI (1156)

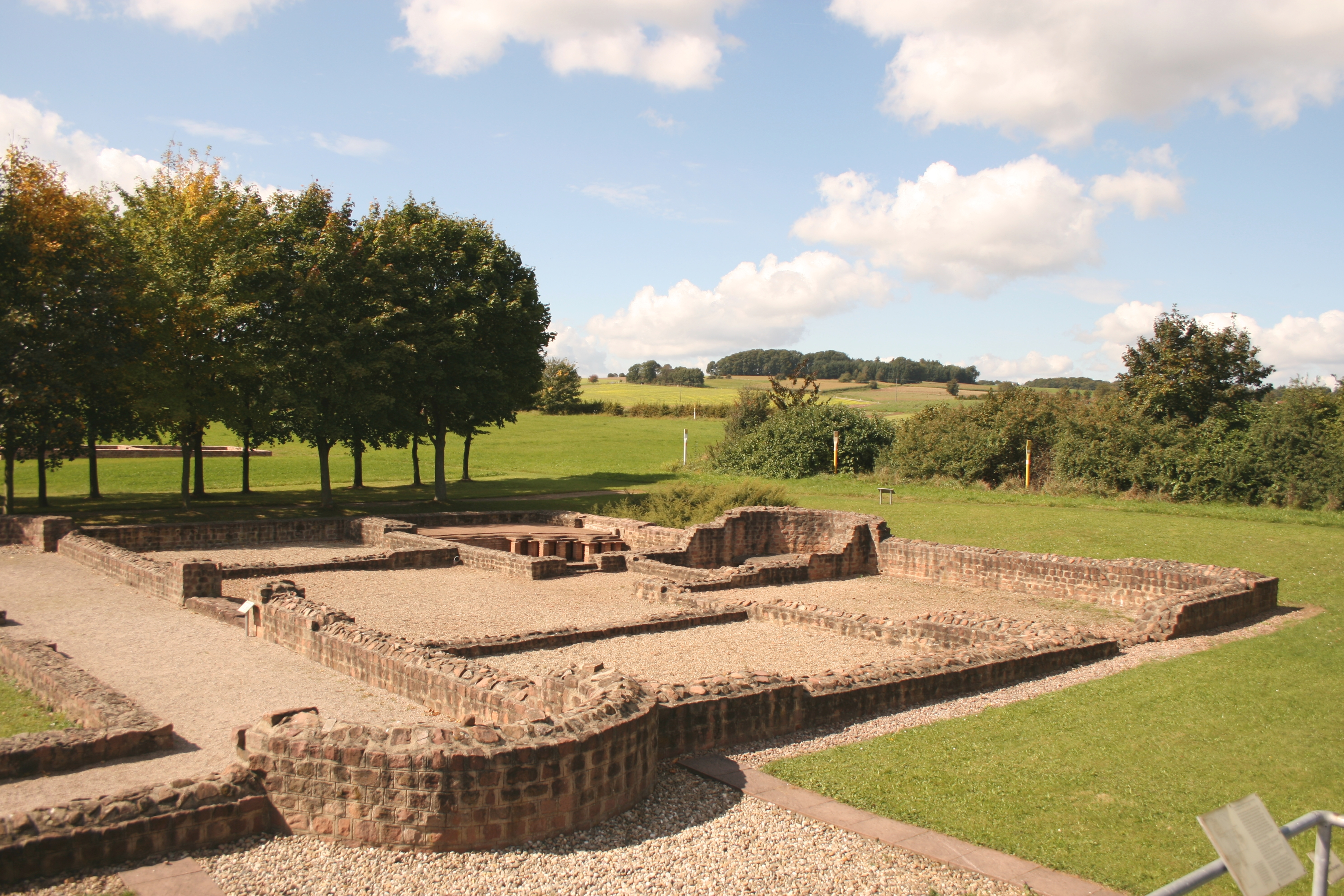
Römische Villa Haselburg

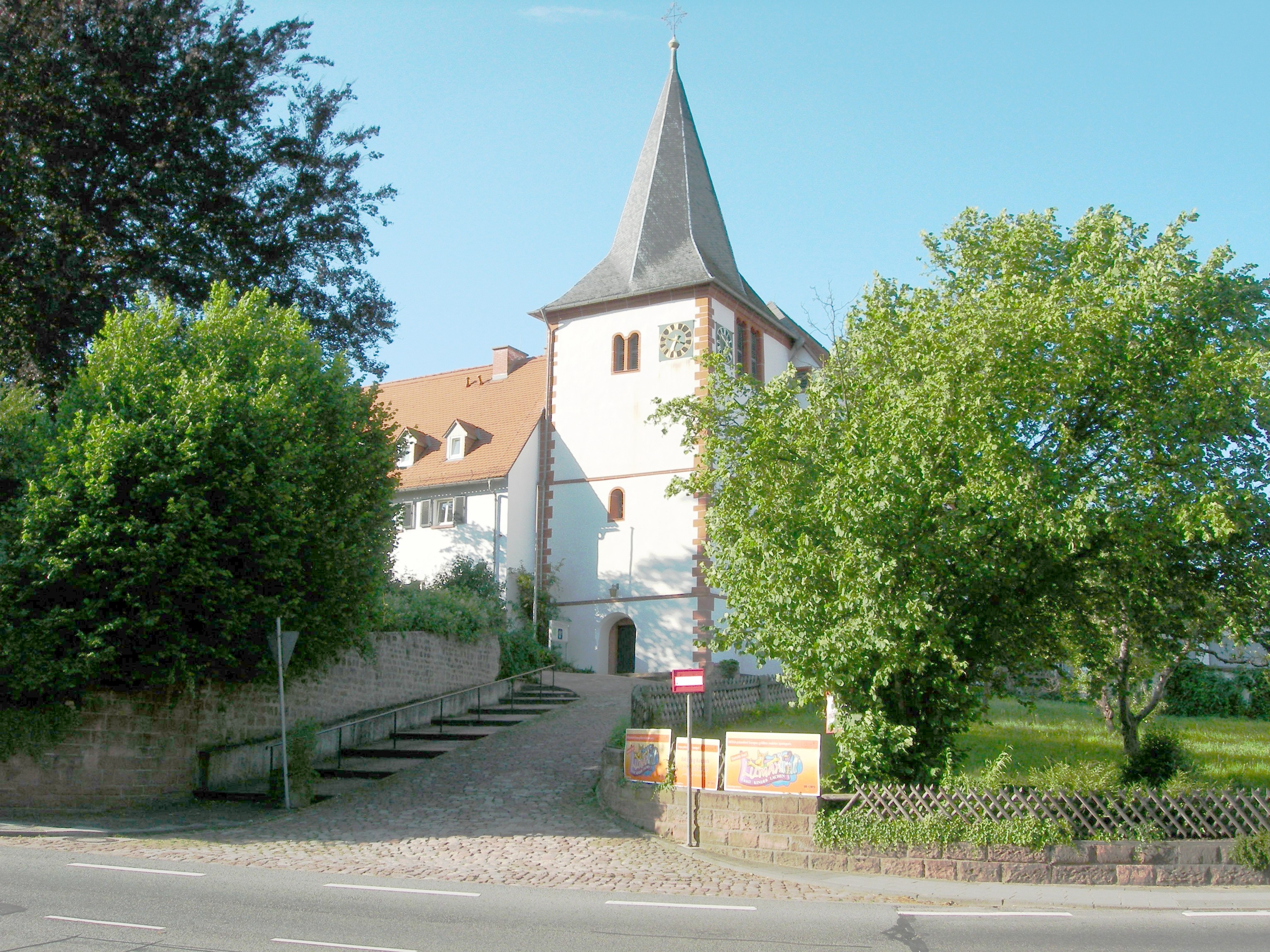
Evangelische Kirche

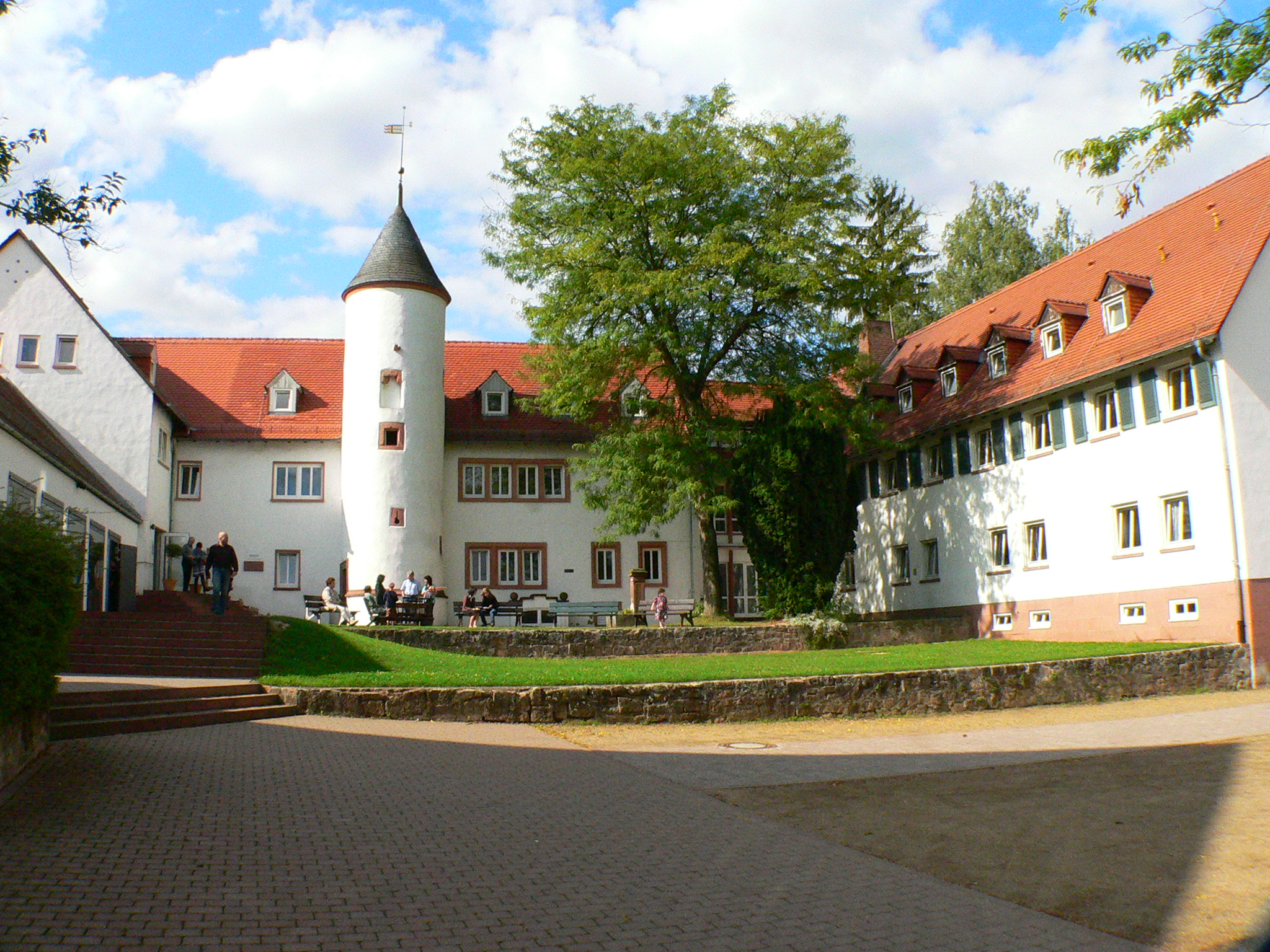
Das ehemalige Kloster ist heute ein Seminarzentrum

Das Höchster Becken war, wie andere günstig gelegene Plätze im Mümlingtal, spätestens seit der Jungsteinzeit dauerhaft besiedelt. Zahlreiche steinzeitliche Spuren sowie Funde aus keltischer und römischer Zeit zeugen davon. Im Ortsteil Hummetroth wurde eine römische „villa rustica“ aus dem 2. Jahrhundert freigelegt; sie ist heute als Freilichtmuseum zugänglich (Römische Villa Haselburg).
Die älteste erhaltene schriftliche Erwähnung von Höchst datiert von 1156. Weitere Erwähnungen in Urkunden und Dokumenten erfolgen im Verlauf des Mittelalters und der Frühen Neuzeit unter den Ortsnamen: Hoiste (1156), Hoste(n) (1366/1374), Hoest(e) (1393, 1438), Hest (1485) und Hoegst (1567, 1607) zum heutigen Höchst.
Im Mittelalter herrschten unter anderem die Herren von Breuberg, die Grafen von Wertheim, die Herren von Eppstein und die Grafen von Erbach. Höchst gehörte bis zur Auflösung des alten Reichs gemeinsam mit Breuberg und Lützelbach zur Herrschaft Breuberg. Um 1200 entstand das Augustinerinnen-Kloster Höchst, das ab 1511 von Fuldaer Benediktinerinnen bewohnt und nach der Reformation um 1567/68 aufgelöst wurde. Am Ende des Dreißigjährigen Krieges war der Ort fast ausgestorben und erholte sich nur sehr langsam.
Von 1822 bis 1879 war Höchst Sitz des Landgerichts Höchst und von 1879 bis 1968 des Amtsgerichts Höchst im Odenwald. Danach bestand hier bis 1977 eine Zweigstelle des Amtsgerichts Michelstadt fort.
Seit 1857 ist das südöstlich von Höchst gelegene Tal des Obrunnbachs als Obrunnschlucht bekannt und touristisch wechselvoll erschlossen.
Sofort nach der Etablierung des Dritten Reiches begann der Terror gegen Regimegegner. Am Abend des 2. März 1933 wurden der Höchster SPD-Vorsitzende Wilhelm Fröhlich und – aus Versehen – der SA-Mann Andreas Weidt von SA-Männern erschossen. In der Folge wurde der Widerstand der Arbeiterbewegung – in Höchst überwiegend SPD-orientiert, vereinzelt auch Kommunisten – rigoros zerschlagen. Für die Betroffenen bedeutete dies Inhaftierung in Gefängnissen und Zuchthäusern, aber auch Schutzhaft in Gestapo-Gefängnissen und Konzentrationslagern.
Das Schicksal der noch rechtzeitig ausgewanderten und der später in Konzentrationslagern ermordeten Höchster Juden (1933: 102; Wohnhäuser: 28) versuchte die Arbeitsgemeinschaft zur Erforschung der Höchster Heimatgeschichte unter dem Schriftleiter und späteren Bürgermeister Reiner Guth 40 Jahre nach dem Zweiten Weltkrieg aufzuklären und zu dokumentieren. Außerdem beschloss die Gemeindevertretung, zur Erinnerung an die Zerstörung der Synagoge in der Reichspogromnacht des Jahres 1938 ein Denkmal zu errichten.
Während des Zweiten Weltkriegs wurden in Höchst (einschließlich Ortsteilen) mindestens (Dunkelziffer) 331 ausländische Zwangsarbeiter eingesetzt. 123 stammten aus Polen, 99 aus der Sowjetunion, 72 aus Frankreich. Der Rest kam aus den Niederlanden, Italien, Belgien, Bulgarien, Litauen und Jugoslawien, drei waren Staatenlose. Im Ortsbereich konnten vier Lager lokalisiert werden.

### Eingemeindungen 1969/1971
Im Zuge der Gebietsreform in Hessen wurde zum 1. November 1969 die bis dahin selbständige Gemeinde Annelsbach auf freiwilliger Basis eingemeindet. Zum 1. Februar 1971 kam Hetschbach ebenfalls freiwillig hinzu. Zum 31. Dezember 1971 folgten Dusenbach, Forstel, Hassenroth, Hummetroth, Mümling-Grumbach und Pfirschbach. Für die eingegliederten Gemeinden – nicht für die Kerngemeinde – wurden Ortsbezirke eingerichtet.

## Bevölkerung

### Einwohnerstruktur 2011/2022
Nach den Erhebungen des Zensus 2011/Zensus 2022 lebten am Stichtag, dem 9. Mai 2011 / 15. Mai 2022, in Höchst im Odenwald 9928/9756 Einwohner. Darunter waren 1581/2123 (15,9 % / 21,8 %) Ausländer, von denen 947/1427 aus dem EU-Ausland, 567/528 aus anderen europäischen Ländern und 67/165 aus anderen Staaten kamen./ (Bis zum Jahr 2020 erhöhte sich die Ausländerquote auf 23 %.) Nach dem Lebensalter waren 1791/1722 Einwohner unter 18 Jahren, 4102/3503 zwischen 18 und 49, 2159/2375 zwischen 50 und 64 und 1877/2160 Einwohner waren älter./ Die Einwohner lebten in 4179/2673 Haushalten. Davon waren 1212/? Singlehaushalte, 1196/1195 Paare ohne Kinder und 1371/1123 Paare mit Kindern, sowie 332/355 Alleinerziehende und 73/? Wohngemeinschaften./ In 828/421 Haushalten lebten ausschließlich Senioren und in 2828/1777 Haushaltungen lebten keine Senioren./

### Einwohnerentwicklung
| Höchst im Odenwald: Einwohnerzahlen von 1829 bis 2022 | Höchst im Odenwald: Einwohnerzahlen von 1829 bis 2022 | Höchst im Odenwald: Einwohnerzahlen von 1829 bis 2022 | Höchst im Odenwald: Einwohnerzahlen von 1829 bis 2022 | Höchst im Odenwald: Einwohnerzahlen von 1829 bis 2022 |
| --- | ----------------------------------------------------- | ----------------------------------------------------- | ----------------------------------------------------- | ----------------------------------------------------- |
| Jahr |                                                       |                                                       |                                                       | Einwohner                                             |
| 1829 | 1829                                                  |                                                       | 1.277                                                 | 1.277                                                 |
| 1834 | 1834                                                  |                                                       | 1.463                                                 | 1.463                                                 |
| 1840 | 1840                                                  |                                                       | 1.547                                                 | 1.547                                                 |
| 1846 | 1846                                                  |                                                       | 1.600                                                 | 1.600                                                 |
| 1852 | 1852                                                  |                                                       | 1.499                                                 | 1.499                                                 |
| 1858 | 1858                                                  |                                                       | 1.522                                                 | 1.522                                                 |
| 1864 | 1864                                                  |                                                       | 1.512                                                 | 1.512                                                 |
| 1871 | 1871                                                  |                                                       | 1.841                                                 | 1.841                                                 |
| 1875 | 1875                                                  |                                                       | 1.768                                                 | 1.768                                                 |
| 1885 | 1885                                                  |                                                       | 1.776                                                 | 1.776                                                 |
| 1895 | 1895                                                  |                                                       | 1.813                                                 | 1.813                                                 |
| 1905 | 1905                                                  |                                                       | 1.998                                                 | 1.998                                                 |
| 1910 | 1910                                                  |                                                       | 2.091                                                 | 2.091                                                 |
| 1925 | 1925                                                  |                                                       | 2.152                                                 | 2.152                                                 |
| 1939 | 1939                                                  |                                                       | 2.405                                                 | 2.405                                                 |
| 1946 | 1946                                                  |                                                       | 3.437                                                 | 3.437                                                 |
| 1950 | 1950                                                  |                                                       | 3.565                                                 | 3.565                                                 |
| 1956 | 1956                                                  |                                                       | 3.707                                                 | 3.707                                                 |
| 1961 | 1961                                                  |                                                       | 3.998                                                 | 3.998                                                 |
| 1967 | 1967                                                  |                                                       | 4.469                                                 | 4.469                                                 |
| 1970 | 1970                                                  |                                                       | 4.657                                                 | 4.657                                                 |
| 1973 | 1973                                                  |                                                       | 8.040                                                 | 8.040                                                 |
| 1975 | 1975                                                  |                                                       | 8.089                                                 | 8.089                                                 |
| 1980 | 1980                                                  |                                                       | 8.382                                                 | 8.382                                                 |
| 1985 | 1985                                                  |                                                       | 8.604                                                 | 8.604                                                 |
| 1990 | 1990                                                  |                                                       | 9.027                                                 | 9.027                                                 |
| 1995 | 1995                                                  |                                                       | 9.676                                                 | 9.676                                                 |
| 2000 | 2000                                                  |                                                       | 9.972                                                 | 9.972                                                 |
| 2005 | 2005                                                  |                                                       | 9.974                                                 | 9.974                                                 |
| 2010 | 2010                                                  |                                                       | 9.778                                                 | 9.778                                                 |
| 2011 | 2011                                                  |                                                       | 9.928                                                 | 9.928                                                 |
| 2015 | 2015                                                  |                                                       | 10.076                                                | 10.076                                                |
| 2020 | 2020                                                  |                                                       | 10.209                                                | 10.209                                                |
| 2022 | 2022                                                  |                                                       | 9.756                                                 | 9.756                                                 |
| Datenquelle: Historisches Gemeindeverzeichnis für Hessen: Die Bevölkerung der Gemeinden 1834 bis 1967. Wiesbaden: Hessisches Statistisches Landesamt, 1968. Weitere Quellen: ; Hessisches Statistisches Informationssystem; Zensus 2011; Zensus 2022 Ab 1970 einschließlich der im Zuge der Gebietsreform in Hessen eingegliederten Orte. |                                                       |                                                       |                                                       |                                                       |

### Religionszugehörigkeit
| • 1961: | 2970 evangelische (= 74,47 %), 883 katholische (= 22,14 %) Einwohner                          |
| • 1987: | 5442 evangelische (= 64,2 %), 1923 katholische (= 22,7 %), 1108 sonstige (= 13,1 %) Einwohner |
| • 2011: | 4281 evangelische (= 43,1 %), 1767 katholische (= 17,8 %), 3879 sonstige (= 39,1 %) Einwohner |
| • 2022: | 3164 evangelische (= 32,4 %), 1426 katholische (= 14,6 %), 5166 sonstige (= 52,9 %) Einwohner |

## Politik

### Gemeindevertretung
Die Kommunalwahl am 14. März 2021 lieferte folgendes Ergebnis, in Vergleich gesetzt zu früheren Kommunalwahlen:
| Sitzverteilung in der Gemeindevertretung 2021Insgesamt 31 Sitze - SPD: 9 - Grüne: 4 - KAH: 10 - CDU: 8 | Parteien und Wählergemeinschaften | Parteien und Wählergemeinschaften                   | % 2021 | Sitze 2021 | % 2016 | Sitze 2016 | % 2011 | Sitze 2011 | % 2006 | Sitze 2006 | % 2001 | Sitze 2001 |
| Sitzverteilung in der Gemeindevertretung 2021Insgesamt 31 Sitze - SPD: 9 - Grüne: 4 - KAH: 10 - CDU: 8 | SPD                               | Sozialdemokratische Partei Deutschlands             | 29,2   | 9          | 31,3   | 10         | 30,9   | 10         | 32,1   | 10         | 31,7   | 10         |
| Sitzverteilung in der Gemeindevertretung 2021Insgesamt 31 Sitze - SPD: 9 - Grüne: 4 - KAH: 10 - CDU: 8 | KAH                               | Kommunalpolitischer Arbeitskreis Höchst im Odenwald | 31,9   | 10         | 24,1   | 7          | 28,9   | 9          | 35,1   | 11         | 41,9   | 13         |
| Sitzverteilung in der Gemeindevertretung 2021Insgesamt 31 Sitze - SPD: 9 - Grüne: 4 - KAH: 10 - CDU: 8 | CDU                               | Christlich Demokratische Union Deutschlands         | 25,5   | 8          | 22,9   | 7          | 20,5   | 6          | 22,6   | 7          | 20,6   | 6          |
| Sitzverteilung in der Gemeindevertretung 2021Insgesamt 31 Sitze - SPD: 9 - Grüne: 4 - KAH: 10 - CDU: 8 | GRÜNE                             | Bündnis 90/Die Grünen                               | 13,5   | 4          | 9,3    | 3          | 12,5   | 4          | 4,3    | 1          | 5,8    | 2          |
| Sitzverteilung in der Gemeindevertretung 2021Insgesamt 31 Sitze - SPD: 9 - Grüne: 4 - KAH: 10 - CDU: 8 | WfH                               | Wende für Höchst                                    | –      | –          | 8,9    | 3          | 7,1    | 2          | 6,0    | 2          | —      | —          |
| Sitzverteilung in der Gemeindevertretung 2021Insgesamt 31 Sitze - SPD: 9 - Grüne: 4 - KAH: 10 - CDU: 8 | FDP                               | Freie Demokratische Partei                          | –      | –          | 3,4    | 1          | —      | —          | —      | —          | —      | —          |
| Sitzverteilung in der Gemeindevertretung 2021Insgesamt 31 Sitze - SPD: 9 - Grüne: 4 - KAH: 10 - CDU: 8 | Gesamt                            | Gesamt                                              | 100,0  | 31         | 100,0  | 31         | 100,0  | 31         | 100,0  | 31         | 100,0  | 31         |
| Sitzverteilung in der Gemeindevertretung 2021Insgesamt 31 Sitze - SPD: 9 - Grüne: 4 - KAH: 10 - CDU: 8 | Wahlbeteiligung in %              | Wahlbeteiligung in %                                | 49,5   | 49,5       | 49,7   | 49,7       | 48,5   | 48,5       | 51,1   | 51,1       | 59,4   | 59,4       |

### Bürgermeister
Nach der hessischen Kommunalverfassung wird der Bürgermeister für eine sechsjährige Amtszeit gewählt, seit dem Jahr 1993 in einer Direktwahl, und ist Vorsitzender des Gemeindevorstands, dem in der Gemeinde Höchst neben dem Bürgermeister ehrenamtlich ein Erster Beigeordneter und neun weitere Beigeordnete angehören. Bürgermeister ist seit dem 1. Januar 2024 Jens Fröhlich (KAH). Er wurde als Nachfolger von Horst Bitsch, der nach zwei Amtszeiten nicht wieder kandidiert hatte, am 10. September 2023 ohne Gegenkandidaten im ersten Wahlgang bei 34,10 Prozent Wahlbeteiligung mit 83,31 Prozent der Stimmen gewählt.
Amtszeiten der Bürgermeister
- 2024–2029 Jens Fröhlich (KAH)[33]
- 2012–2023 Horst Bitsch[34]
- 1994–2011 Reiner Guth (KAH) (1949–2011)[37]

### Ortsbezirke
Folgende Ortsbezirke mit Ortsbeirat und Ortsvorsteher nach der Hessischen Gemeindeordnung gibt es im Gemeindegebiet:
- Ortsbezirk Annelsbach (Gebiete der ehemaligen Gemeinde Annelsbach). Der Ortsbeirat besteht aus drei Mitgliedern.
- Ortsbezirk Dusenbach (Gebiete der ehemaligen Gemeinde Dusenbach). Der Ortsbeirat besteht aus drei Mitgliedern.
- Ortsbezirk Forstel (Gebiete der ehemaligen Gemeinde Forstel). Der Ortsbeirat besteht aus drei Mitgliedern.
- Ortsbezirk Hassenroth (Gebiete der ehemaligen Gemeinde Hassenroth). Der Ortsbeirat besteht aus drei Mitgliedern.
- Ortsbezirk Hetschbach (Gebiete der ehemaligen Gemeinde Hetschbach). Der Ortsbeirat besteht aus drei Mitgliedern.
- Ortsbezirk Hummetroth (Gebiete der ehemaligen Gemeinde Hummetroth). Der Ortsbeirat besteht aus drei Mitgliedern.
- Ortsbezirk Mümling-Grumbach (Gebiete der ehemaligen Gemeinde Mümling-Grumbach). Der Ortsbeirat besteht aus fünf Mitgliedern.
- Ortsbezirk Pfirschbach (Gebiete der ehemaligen Gemeinde Pfirschbach). Der Ortsbeirat besteht aus drei Mitgliedern.

### Wappen
Blasonierung: „In Silber auf blauem Wellenbalken eine dreibogige steinerne rote Brücke, darüber zwei und darunter ein roter Stern.“
Das Wappen wurde der Gemeinde Höchst im Odenwald 1934 genehmigt. Gestaltet wurde es durch den Heraldiker Georg Massoth.
Es zeigt die ehemalige Brücke über die Mümling und symbolisiert so die Lage von Höchst auf beiden Seiten des Flusses. Die Sterne sind aus dem Wappen der Grafen von Erbach entnommen, die früher über den Ort herrschten.
Ursprünglich stand zwischen den beiden oberen Sternen noch ein schwarzes Hakenkreuz, das 1945 entfernt wurde.

### Paten- und Partnerschaften
Die Gemeinde Höchst im Odenwald übernahm schon am 2. August 1953 die Patenschaft für die sudetendeutsche Gemeinde Bölten (heute Bělotín in Tschechien) im ehemaligen Regierungsbezirk Troppau, später auch für die sieben anderen Gemeinden des Kirchspiels Bölten mit insgesamt 3765 Einwohnern am 17. Mai 1939: Daub, Hermitz, Kunzendorf, Litschel, Lutschitz, Neudek und Pohl. Höchst ist alljährlich Ort der Begegnung für die 1946 mit sechs Aussiedlungstransporten in die amerikanische Besatzungszone Deutschlands vertriebenen Böltener. Dem nach Sandbach im Odenwald gelangten dritten Transport gehörte Heimatpfarrer Franz Polak an.
Den Patengemeinden des Kirchspiels Bölten widmete die Gemeinde Höchst 1987 vor der unter Pfarrer Polak errichteten katholischen Christkönigskirche einen Mahn- und Gedenkstein DEN OPFERN DES KRIEGES UND DER VERTREIBUNG mit einer Darstellung der Böltener St. Georgskirche und der Gravur "Unvergessene Heimat im Osten".
Partnerschaftliche Beziehungen unterhält die Gemeinde Höchst seit 1966 zum französischen Montmélian in Savoyen und (seit 2006) mit dem Kirchspiel Bölten mit Sitz in Höchst zur tschechischen Gemeinde Bělotín und dem ihr verbundenen Universitätschor Ostrava.

## Regelmäßige Veranstaltungen
- Jedes Jahr um das zweite Mai-Wochenende findet das viertägige Apfelblütenfest statt. Zu diesem Anlass wird eine Apfelblütenkönigin gekürt. 2011 wurde es zum 60. Mal begangen. 2020 und 2021 fiel es aufgrund der Corona-Pandemie aus.
- Tradition hat auch der alljährliche Odenwälder Kartoffelmarkt.
- Im November findet die jährliche Premiere eines Stückes der Theatergruppe TEGS im Bürgerhaus statt.
- Freitags, in der Zeit von 14:30 bis 18:00 Uhr findet auf dem Montmelianer Platz ein Wochenmarkt statt.

## Wirtschaft und Infrastruktur

### Verkehr

#### Eisenbahn
Höchst, wie auch Hetschbach und Mümling-Grumbach, haben Bahnhöfe oder Haltepunkte an der Odenwaldbahn. Sie führt von Höchst nördlich nach Hanau und Darmstadt, wobei auch umsteigefreie Verbindungen nach Frankfurt a. M. bestehen. Südlich führt die Odenwaldbahn unter anderem nach Michelstadt, Erbach und endet in dem im Neckartal liegenden Eberbach.
Bis zum 31. Dezember 1998 zweigte im Bahnhof Höchst die Bahnstrecke Aschaffenburg–Höchst (Odenwald), die ursprünglich nach Aschaffenburg führte, ab. Sie wurde seit 1974 schrittweise aufgegeben, stillgelegt und 1999 zurückgebaut.
Von lokalpolitischer Bedeutung – aber auch darüber hinaus – war der Umgang mit der denkmalgeschützten Güterhalle Höchst. Im Streit zwischen der Politik – die die Güterhalle abreißen wollte – und einer Bürgerinitiative – die die Güterhalle erhalten wollte – behielt die Bürgerinitiative das letzte Wort. Die Güterhalle wurde inzwischen denkmalgerecht saniert.

#### Straße

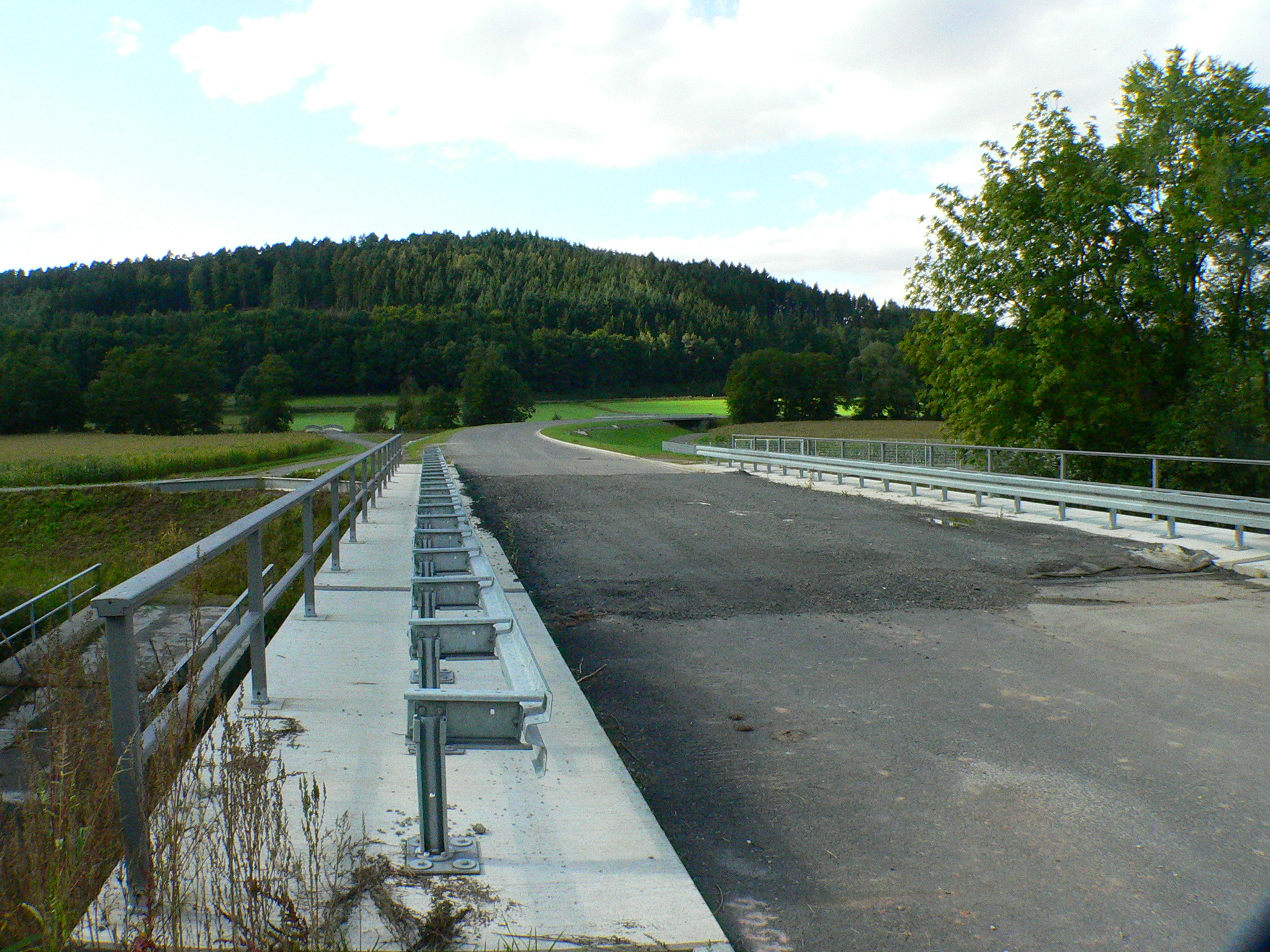
B45 neu in Bau mit Mümlingbrücke, 9/2008

Aufgrund des steigenden Verkehrsaufkommens auf der Bundesstraße 45, die in Nord-Süd-Richtung mitten durch den z. T. engen Ortskern führte, wurde westlich eine 2,8 km lange Umgehungsstraße gebaut. Der erste Spatenstich durch die parlamentarische Staatssekretärin Angelika Mertens erfolgte am 27. Juli 2005. Die Fertigstellung des Vorhabens sollte nach einigen Verzögerungen im Spätsommer 2009 erfolgen und wurde am 21. Dezember 2009 mit der Verkehrsübergabe vollzogen. Die Baukosten wurden mit 22,8 Millionen Euro veranschlagt.

### Radwanderwege
Durch das Stadtgebiet führen folgende Radwanderwege:
- An der Mümling verläuft der 225 km lange 3-Länder-Radweg führt als Rundweg durch das Dreiländereck von Hessen, Baden-Württemberg und Bayern. Entlang von Mümling, Neckar und Main erkundet die Route den Odenwald. Teil dieser Route ist der 75 Kilometer lange Mümling-Radweg der Obernburg mit Hirschhorn am Neckar verbindet.
- Der Hessische Radfernweg R9 startet in Worms und führt über 82 Kilometer durch den Odenwald an die Mümling und dort bis zur bayrischen Grenze.
- Der Hessische Radfernweg R4 beginnt in Hirschhorn am Neckar und verläuft mit einer Gesamtlänge von 385 Kilometern von Süd nach Nord durch Hessen, entlang von Mümling, Nidda und Schwalm nach Bad Karlshafen an der Weser.

### Bildung
- Direkt an der Mümling befindet sich die Grundschule „Schule an der Mümling“[44], in der gemeinsam mit den Klassen für Lernhilfe ca. 400 Schüler/-innen unterrichtet werden.
- Seit 1964 besteht die Ernst-Göbel-Schule, eine kooperative Gesamtschule mit gymnasialer Oberstufe.
- Das ehemalige Kloster Höchst wurde von der Evangelischen Kirche in Hessen und Nassau als Jugendbildungsstätte und Tagungshaus betrieben, das auch von außerkirchlichen Anbietern für Seminare genutzt wurde. Seit 2025 wird das Gebäude vom Deutschen Jugendherbergswerk als Jugendherberge[45] geführt.

### Behörden
In der Mitte der Stadt befindet sich die Polizeistation Höchst, die ein Teil der Polizeidirektion Odenwald ist.

### Gesundheit
Neben diversen Allgemein- und Facharztpraxen gibt es in Höchst eine Institutsambulanz und Tagesklinik für 12 Kinder der Klinik für Kinder- und Jugendpsychiatrie, Psychosomatik und Psychotherapie Riedstadt.

## Persönlichkeiten

### Ehrenbürger
- Franz Polak (1909–2000), römisch-katholischer Geistlicher (Pfarrer in der bis zum 7. Mai 1945 deutschen Gemeinde Bölten / Ostsudetenland, nach der Vertreibung der Sudetendeutschen in Höchst im Odenwald)
- Eduard Kavala, Bürgermeister der tschechischen Partnergemeinde Bělotin, 2019.[46]

### Söhne und Töchter der Gemeinde
- Karl Scherer (1862–1931), Landtagsabgeordneter
- Carl Stenger (1905–1982), Politiker, Mitglied des Bundestages, im Ortsteil Hetschbach geboren
- Jakob Wilhelm Mengler (1915–2001), Architekt und Bauunternehmer
- Maria Bergmann (1918–2002), Pianistin
- Rose Nabinger (* 1948), Jazzsängerin, Textdichterin
- Timo Boll (* 1981), deutscher Tischtennisspieler
- Luca Schnellbacher (* 1994), Fußballspieler